# Volodîmîr Tîhîi
Volodîmîr Viktorovîci Tîhîi (Володимир Вікторович Тихий; n. 25 februarie 1970, Cervonograd, RSS Ucraineană) este un regizor, scenarist și producător de film ucrainean. Este membru al Uniunii Naționale a Cineaștilor din Ucraina⁠(d) și laureat în 2018 al Premiului Național „Taras Șevcenko”⁠(d) pentru seria sa de filme istorice și documentare despre „Revoluția demnității”.

## Biografie
Volodîmîr Tîhîi s-a născut la 25 februarie 1970 în Cervonohrad, regiunea Liov. După ce a absolvit liceul, a fost admis la Colegiul de Minerit din Cervonohrad în 1987. În 1989-1991, și-a satisfăcut serviciul militar în armata sovietică, fiind înrolat în aviația navală și staționat în Belarus.
În 1992-1997, Tîhîi a studiat la Universitatea de Stat de Teatru, Film și Televiziune „Ivan Karpenko-Karîi” din Kiev⁠(d), Facultatea Regie. A lucrat la studiourile de televiziune „Studio 1+1” și „Danapris-Film” și a colaborat intens cu Verka Serdiucika, care în acea perioadă avea propriul său show televizat.
Și-a început cariera ca regizor de filme și seriale de televiziune, iar mai târziu s-a concentrat pe documentare și lungmetraje. În majoritatea filmelor sale, Tîhîi este atât regizor cât și scenarist.
Este unul din creatorii proiectelor cinematografice „Mudakî. Arabeskî⁠(d)” (ucr. «Мудаки. Арабески» – „Mitocani. Arabescuri”), „Ukraiino, Goodbye!⁠(d)” (ucr. «Україно, Goodbye!» – „Ucraina, la revedere!”) și „Vavilon'13⁠(d)” («Вавилон'13» – „Babilon'13”). În 2018, a fost unul din câștigătorii Premiului Național „Taras Șevcenko”⁠(d), ca recunoaștere pentru seria sa de documentare istorice despre Revoluția ucraineană din 2018.

## Viață personală
Este căsătorit cu fosta sa colegă de universitate Iulia Șașkova, cu care are doi copii: Ana (n. 1996) și Timofii (n. 2002).